# 保健医療福祉分野公開鍵基盤
保健医療福祉分野公開鍵基盤(ほけんふくしぶんやこうかいかぎきばん、Healthcare Public Key Infrastructure, HPKI)とは、厚生労働省によって運営される医療、福祉分野の身分や管理者の資格を電子的に証明する公開鍵基盤である。
電子カルテや診療情報提供書の電子署名などに使われる。証明書はHPKIのロゴの入った写真付きICカードの形で発行され、免許証の代わりに利用することができる。
医療分野の資格は以下の通り
- 医師
- 歯科医師
- 薬剤師
- 臨床検査技師
- 診療放射線技師
- 看護師
- 保健師
- 助産師
- 理学療法士
- 作業療法士
- 視能訓練士
- 言語聴覚士
- 歯科技工士
- 管理栄養士
- 社会福祉士
- 介護福祉士
- 救急救命士
- 精神保健福祉士
- 臨床工学技士
- あん摩マッサージ指圧師
- はり師
- きゅう師
- 歯科衛生士
- 義肢装具士
- 柔道整復師
- 衛生検査技師

管理者は
- 病院長
- 診療所長
- 管理薬剤師
- 薬局開設者
- その他の医療福祉施設の長

以下の3つのサブ認証局で発行を行っている。
- 一般財団法人医療情報システム開発センター
- 公益社団法人日本医師会 電子認証センター
- 公益社団法人日本薬剤師会 認証局